# (1903) Adzhimushkaj
(1903) Adzhimushkaj (aussi nommé 1972 JL) est un astéroïde de la ceinture principale, découvert le 9 mai 1972 par Tamara Smirnova à l'observatoire d'astrophysique de Crimée, en Ukraine.